# Você Não Soube Me Amar
"Você Não Soube Me Amar" é uma canção da banda brasileira Blitz, lançada em formato de compacto (hoje equivalente ao single) em julho de 1982 como canção de estreia do grupo e para divulgação de seu primeiro álbum, As Aventuras da Blitz 1. "Você Não Soube Me Amar" foi escolhida como uma das 100 Maiores Músicas Brasileiras de Todos os Tempos pela Revista Rolling Stone Brasil.
Originalmente feita para um peça teatral, a canção foi um fenômeno de vendas, contando com 100 mil cópias vendidas em apenas três meses, além de ser tocada exaustivamente nas rádios, ficando nas paradas por diversas vezes. Pouco depois de lançado, o videoclipe da música foi transmitido no Fantástico, da Rede Globo. Foi a música mais tocada das rádios nacionais no verão de 1983 e fez parte da trilha nacional da novela Sol de Verão, também da Globo, exibida entre 1982 e 83.
Dessa forma, era lançada no mercado fonográfico uma canção que mistura música, estórias, irreverência, humor e descontração. O compacto trazia somente essa música, no Lado A, para fins de divulgação e lançamento da banda então estreante, enquanto no Lado B tinha apenas um áudio apresentando Evandro Mesquita berrando "nada, nada, nada, nada!!", frase bem humorada citada num trecho da música. Segundo o Jornal do Brasil, o compacto vendeu 700 mil cópias no país, até 19 de junho de 1983.

## Tabelas

### Tabelas anuais
| Tabela musical (1982) | Posição |
| --------------------- | ------- |
| Brasil (Nopem)        | 42      |